# پیکارگر غیرقانونی
پیکارگر غیرقانونی (انگلیسی: Unlawful combatant) جنگجوی غیرقانونی، رزمنده غیرقانونی یا متخاصم غیرمجاز، شخصی است که بطور مستقیم در درگیری مسلحانه شرکت می‌کند و تروریست محسوب می‌شود، بنابراین پیکارگر قانونی تحت حمایت کنوانسیون‌های ژنو محسوب نمی‌شود. کمیته بین‌المللی صلیب سرخ خاطرنشان می‌کند که اصطلاحات «پیکارگر غیرقانونی»، «جنگجوی غیرقانونی» یا «رزمنده/متخاصم غیرمجاز» در هیچ توافق‌نامه بین‌المللی تعریف نشده‌اند. در حالی که مفهوم جنگجوی غیرقانونی در کنوانسیون سوم ژنو گنجانده شده است، خود این عبارت در سند وجود ندارد. ماده ۴ کنوانسیون سوم ژنو دسته‌هایی را شرح می‌دهد که تحت آنها یک فرد ممکن است واجد شرایط وضعیت اسیر جنگی باشد. معاهدات بین‌المللی دیگری نیز وجود دارند که وضعیت پیکارگر قانونی را برای مزدوران و کودکان رد می‌کنند.
کنوانسیون‌های ژنو در جنگ‌های بین دو یا چند کشور مستقل متخاصم، اعمال می‌شوند. این مقررات در مورد جنگ‌های داخلی بین نیروهای دولتی، چه سرزمینی و چه دولت ثالث و گروه‌های مسلح غیردولتی اعمال نمی‌شوند. یک دولت در چنین درگیری از نظر قانونی فقط موظف به رعایت ماده ۳ مشترک کنوانسیون‌های ژنو است. در غیر این صورت، همه طرف‌ها کاملاً آزاد هستند که هر یک از مواد باقی‌مانده کنوانسیون‌ها را اعمال کنند یا نکنند. ماده ۵ کنوانسیون سوم ژنو بیان می‌کند که وضعیت بازداشت‌شدگانی که وضعیت رزمندگی یا پیکارگری آنها مورد تردید است، باید توسط یک دادگاه صالح تعیین شود. تا آن زمان، با آنها باید به عنوان اسیر جنگی رفتار شود. پس از اینکه یک دادگاه صالح تشخیص داد که فردی رزمنده قانونی نیست، قدرت بازداشت‌کننده می‌تواند حقوق و امتیازات یک اسیر جنگی را همان‌طور که در کنوانسیون سوم ژنو شرح داده شده است، به فرد اعطا کند، اما ملزم به انجام این کار نیست. فردی که رزمنده قانونی نیست، تبعه یک کشور بی‌طرف ساکن در سرزمین متخاصم نیست و تبعه یک کشور هم‌پیمان در جنگ نیست، طبق کنوانسیون چهارم ژنو از حقوق و امتیازاتی برخوردار است و باید «با او با انسانیت رفتار شود و در صورت محاکمه، از حقوق دادرسی عادلانه و منظم محروم نشود».
در ایالات متحده آمریکا، قانون کمیسیون‌های نظامی سال ۲۰۰۶ تعریف قانونی این اصطلاح را تدوین کرد و به رئیس‌جمهور ایالات متحده اختیار گسترده‌ای داد تا تعیین کند که آیا شخصی می‌تواند طبق قانون ایالات متحده به عنوان پیکارگر دشمن غیرقانونی تعیین شود یا خیر.
این فرض که وضعیت پیکارگر غیرقانونی به عنوان یک دسته جداگانه از رزمنده قانونی و غیرنظامی وجود دارد، با یافته‌های دادگاه بین‌المللی کیفری برای یوگسلاوی سابق در حکم سلبیچی در تضاد است. این حکم به تفسیر کمیته بین‌المللی صلیب سرخ در سال ۱۹۵۸ در مورد کنوانسیون چهارم ژنو استناد کرد: «هر شخصی که در دست دشمن است باید یا اسیر جنگی باشد و به همین دلیل تحت پوشش کنوانسیون سوم قرار گیرد؛ یا یک غیرنظامی تحت پوشش کنوانسیون چهارم. هیچ وضعیت بینابینی وجود ندارد؛ هیچ‌کس در دست دشمن نمی‌تواند خارج از قانون باشد.» بنابراین، هر کسی که واجد شرایط وضعیت اسیر جنگی نباشد، از همان حقوق یک غیرنظامی برخوردار است و باید طبق قانون داخلی تحت پیگرد قانونی قرار گیرد. هیچ‌یک از این دو وضعیت در درگیری‌های غیر بین‌المللی وجود ندارد و همه طرف‌ها به‌طور یکسان تحت حمایت قانون بین‌المللی بشردوستانه هستند.